# Bobby Fuller
Bobby Fuller (22 de octubre de 1942 - 18 de julio de 1966) fue un cantante y guitarrista de rock and roll estadounidense.  
Líder de The Bobby Fuller Four, grabó "I Fought the Law", (Fuera de la Ley), y murió en 1966 en Los Ángeles, California, por asfixia al inhalar vapor de gasolina, apenas seis meses después de que la canción hiciera su primera aparición en el Billboard Top 100. La policía declaró que la causa de su muerte fue un aparente suicidio, aunque muchos acreditan que Bobby había sido asesinado. Él fue encontrado dentro del coche de su madre estacionado afuera de su departamento, con varias heridas en el cuerpo y cubierto de gasolina, levantando una hipótesis de que los probables autores del crimen hicieron el cometido antes de poder incendiar el vehículo. Fuller tenía 23 años.
Su cuerpo fue enterrado en Forest Law, Los Ángeles.

## Sus inicios
Nacido en Baytown, Texas, Fuller tenía un medio hermano mayor por parte de su mamá, Jack y un hermano menor, Randy. Fuller se mudó siendo un niño a Salt Like City, Utah, donde creció hasta 1956, cuando su familia se mudó a El Paso, Texas. Su padre consiguió un trabajo en El Paso Natural Gas en ese tiempo. Fue el mismo año que Elvis Presley se hizo popular y Bobby Fuller quedó hipnotizado por la nueva estrella del rock and roll. Adoptó el estilo de otro texano, Buddy Holly, formando un combo de cuatro integrantes y frecuentemente utilizando material original.

## Carrera
Durante el inicio de los años 1960, tocaba en clubes y en bares en El Paso y grabó en sellos discográficos independientes en Texas con cambios frecuentes en su grupo. Los únicos miembros de la banda de Fuller, era su hermano menor Randy Fuller (nacido el 29 de enero de 1944, en Hobbs, Nuevo México), el cual tocaba el bajo. Muchos de estos sencillos independientes (excepto dos canciones grabadas en el estudio de Norman Petty en Clovis), y una excursión a Yucca Records, también en Nuevo México, fueron grabados en el estudio de la casa de Fuller, en donde fue el productor. Había construido un primitivo canal de eco en el patio trasero. La calidad de las grabaciones, utilizando un par de micrófonos y una mezcla de ellos de una estación de radio local, fue así impresionante que ofreció el uso de su "estudio" para actos locales en forma gratuita y mostrando sus habilidades de productor.
Fuller se mudó a Los Ángeles en 1964 con su banda The Bobby Fuller Four y firmó con Mustang Records por el productor Bob Keane, quién era conocido por haber descubierto a Ritchie Valens y era productor de música de surf para varios grupos. Por ese tiempo, el grupo estaba formado por Fuller y su hermano Randy en voces, guitarra y bajo respectivamente. Jim Reese en la guitarra y DeWayne Quirico en la batería. Este fue la alineación con la que se grabó "I Fought The Law" (Fuera de la Ley) por Fuller, siendo el hit original liberado en un sencillo de 45 rpm, y siendo re-regrabado para el álbum. Los arreglos son idénticos pero la voz por Fuller es ligeramente diferente.
Este fue el momento de la Invasión Británica y el folk rock eran los géneros dominantes del rock. Fuller siguió el estilo de Buddy Holly del rock and roll clásico con florecimiento del Tex Mex. Sus grabaciones, eran covers y versiones originales, que también revelaban la influencia de Eddie Cochran, The Beatles, Elvis Presley, Little Richard y The Everly Brothers, así como guitarra con sonido surf. Menos conocida era su habilidad para tocar la guitarra a ritmo de surf como Dick Dale y The Ventures. Su primer hit 40 en la lista de Billboard, se dio sin pasar por Billboard Hot 100, fue "Let Her Dance" (Deja su baile). Su segundo hit, "I Fought the Law" llegó al número 9 en Billboard Hot 100 del 12 al 19 de marzo de 1966. La canción fue originalmente escrita y grabada por Sonny Curtis quién había sido miembro del primer grupo de Buddy Holly, The Crickets después de la muerte de Holly. El grupo tuvo un tercer hit dentro de las listas del Top 40 con un cover de Holly: "Love´s Made a Fool of You" (Amarte me hace un tonto de ti). 
The Bobby Fuller Four apareció en la película de 1966 The Ghost in the Invisible Bikino, apareciendo como grupo de fondo de Nancy Sinatra en la canción "Gerónimo" en donde continuaron tocando durante la escena de fiesta en la alberca.

## Muerte
Meses después que "I Fought Law" llegó al top 10 de Billboard, Fuller fue encontrado muerto en un automóvil estacionado afuera de su apartamento en Hollywood. El médico forense de Los Ángeles, Jerry Nelson, realizó la autopsia. De acuerdo con Dean Kuipers: "El reporte del estado de la cara, tórax y sitios de apoyo de Bobby, estaban cubiertos por "hemorragias petequiales" posiblemente causadas por los vapores de gasolina y el calor del verano. No se encontró escoriaciones, huesos rotos, lesiones cortantes. Sin evidencia de golpes." Kuipers lo explicó como un "accidente" y "suicidio" cuando fue revisado, pero las demás evidencias fueron cuestionadas. Después del conocimiento oficial de la causa de muerte, hubo comentarios que creían que Fuller había sido asesinado.
Erik Greene, relacionaba la muerte de Sam Cooke con la muerte de Fuller, por haber situaciones similares. Jim Reeves integrante de la banda de Fuller sospechó que Charles Manson había hecho algo en la muerte de Fuller, pero nunca se presentaron evidencias creíbles. Un sitio web relacionado con crímenes sensacionalistas hizo la especulación que LAPD (Departamento de Policía de Los Ángeles) estaba involucrado por la conexión de Bobby con una mujer relacionada con la Mafia. Inclusive se divulgó la versión que varios hombres vestidos de policías y a punta de pistola, habían hecho que Fuller bebiera gasolina.
Fuller fue sepultado en the Forest Lawn Memorial Park in the Hollywood Hills of Los Angeles. Su muerte fue presentada en un episodio de Unsolved Mysteries (Misterios sin resolver). Su muerte también fue presentada el 11 de mayo de 2015 en un episodio del NPR program All Things Considered. El programa se basaba en las referencias del libro I Fought the Law: The Life and Strange Death of Bobby Fuller, by Miriam Linna, (Fuera de la Ley: La vida y extraña muerte de Bobby Fuller), con las contribuciones de Randy Fuller.
Después de la muerte de su hermano, Randy Fuller continúo con Bob Keane tomando el lugar de primera voz en el grupo, cambiando de nombre a "The Randy Fuller Four". Pero el grupo se desintegró a los pocos meses de la muerte de Bobby. Randy Fuller grabó un par de sencillos en solitario, pero en la primavera de 1969 se une con el grupo de Dewey Martin, New Buffalo (Springfield), estando envuelto dentro de Blue Mountain Eagle en julio de 1969. Apareció en la grabación del único LP de la banda para Atco Records a inicios de 1970, antes de unirse brevemente con Dewey Martin and Medicina Ball.
Bobby Fuller tiene grabaciones que pueden ser encontradas en Norton Records, Del-Fi Records, Rhino Records y Munster Records.

### Composiciones
Bobby Fuller' hizo composiciones como  "Let Her Dance", "Another Sad and Lonely Night", "She's My Girl", "Take My Word", "Phantom Dragster", "King of the Wheels", "Fool of Love", "Never to be Forgotten", "My True Love", "Only When I Dream", "Little Annie Lou", "A New Shade of Blue", "Saturday Night", "You Kiss Me", and "Don't Ever Let Me Know".